# Колонија Британска Колумбија (1858–1866)
Колонија Британска Колумбија (1858–1866) (енгл. Colony of British Columbia (1858–1866)), је била крунска колонија у Британској Северној Америци од 1858. до 1866. Основала ју је Британска круна, која је за првог гувернера колоније именовала Џејмса Дагласа, тадашњег гувернера суседне колоније острва Ванкувер (основана 1849) Ричард Клемент Муди је био први главни комесар колоније за земљиште и радове. Приликом свог настанка, физички је чинио отприлике половину данашње канадске провинције Британске Колумбије. Није укључивао колонију острва Ванкувер, огромне регионе северно од река Нас и Финлеј, регионе источно од Стеновитих планина, или било које од приобалних острва, изузетак је направљен за колонију Острва краљице Шарлоте која је укључена у стварање колоније 1858. године. Територија Стикин је спојена са њом 1863. године, а спојена је 1866. са Колонијом Острва Ванкувер да би се формирала нова колонија Британска Колумбија.

## Историјат
Истраживања Џејмса Кука и Џорџа Ванкувера и уступци Шпаније 1794. покренуле су британске претензије на приобално подручје северно од Калифорније. Сличне тврдње су установљене у унутрашњости путем истраживања људи као што су Џон Финлеј, Александар Макензи, Сајмон Фрејзер, Семјуел Блек и Дејвид Томпсон, као и накнадним успостављањем трговачких центара за крзно од стране Северозападне компаније и компаније из Хадсоновог залива (ХБК).) Међутим, до 1858. године, регион који сада обухватаo копнени део Провинције Британскe Колумбијe био је неорганизовано подручје Британске Северне Америке које се састојало од два округа за трговину крзном: Нова Каледонија, северно од дренаже реке Томпсон и Дистрикт Колумбија, који се налази јужно од реке Томпсон и широм басена реке Колумбије.
Потписивањем Вашингтонског уговора 1846. године, којим је успостављена америчка граница дуж 49. паралеле,компанија Хадсон Беј је преместила седиште својих западних операција из Форт Ванкувера на реци Колумбија (данашњи Ванкувер, Вашингтон) у новоосновану тврђаву Викторија , на јужном делу острва Ванкувер. Острво Ванкувер и околна Заливска острва у мореузу Џорџије организована су као крунска колонија 1849. године.  У међувремену, копнени део је наставило да функционише под де факто администрацијом компаније Хадсон Беј, чији је извршни директор Џејмс Даглас такође био гувернер Острва Ванкувер. Неабориџинска копнена популација у то време никада није прелазила око 150 у Форт Викторији, углавном се популација састојала од запослених у ХБК-у и њихових породица.

## Гувернери
- Џејмс Даглас, 1858–1864
- Фредерик Симор, 1864–1866

## Врховни суд
Британска влада је 1858. послала Метју Бејли Бегбија као главног судију за колонију. Иако је похађао обуку у Линцолн Ину, никада се није бавио адвокатуром, али је убрзо објавио Пословник суда и распоред заседања. Одржао је ту функцију, под узастопним административним режимима, до своје смрти 1894. године.